# Lepthoplosternum altamazonicum
Lepthoplosternum altamazonicum és una espècie de peix de la família dels cal·líctids i de l'ordre dels siluriformes.

## Morfologia
- Els mascles poden assolir 5 cm de longitud total.[1]

## Hàbitat
És un peix d'aigua dolça i de clima tropical.

## Distribució geogràfica
Es troba a Sud-amèrica: conca del riu Amazones al Perú (fins a la confluència del riu Solimões amb el riu Japurá -Brasil-).